# Santa Magdalena de les Planes
Santa Magdalena de les Planes és una església que forma part de l'Inventari del Patrimoni Arquitectònic Català de Navès (Solsonès).

## Descripció
Conjunt de nau i capçalera de diferents èpoques i orientació a l'est.

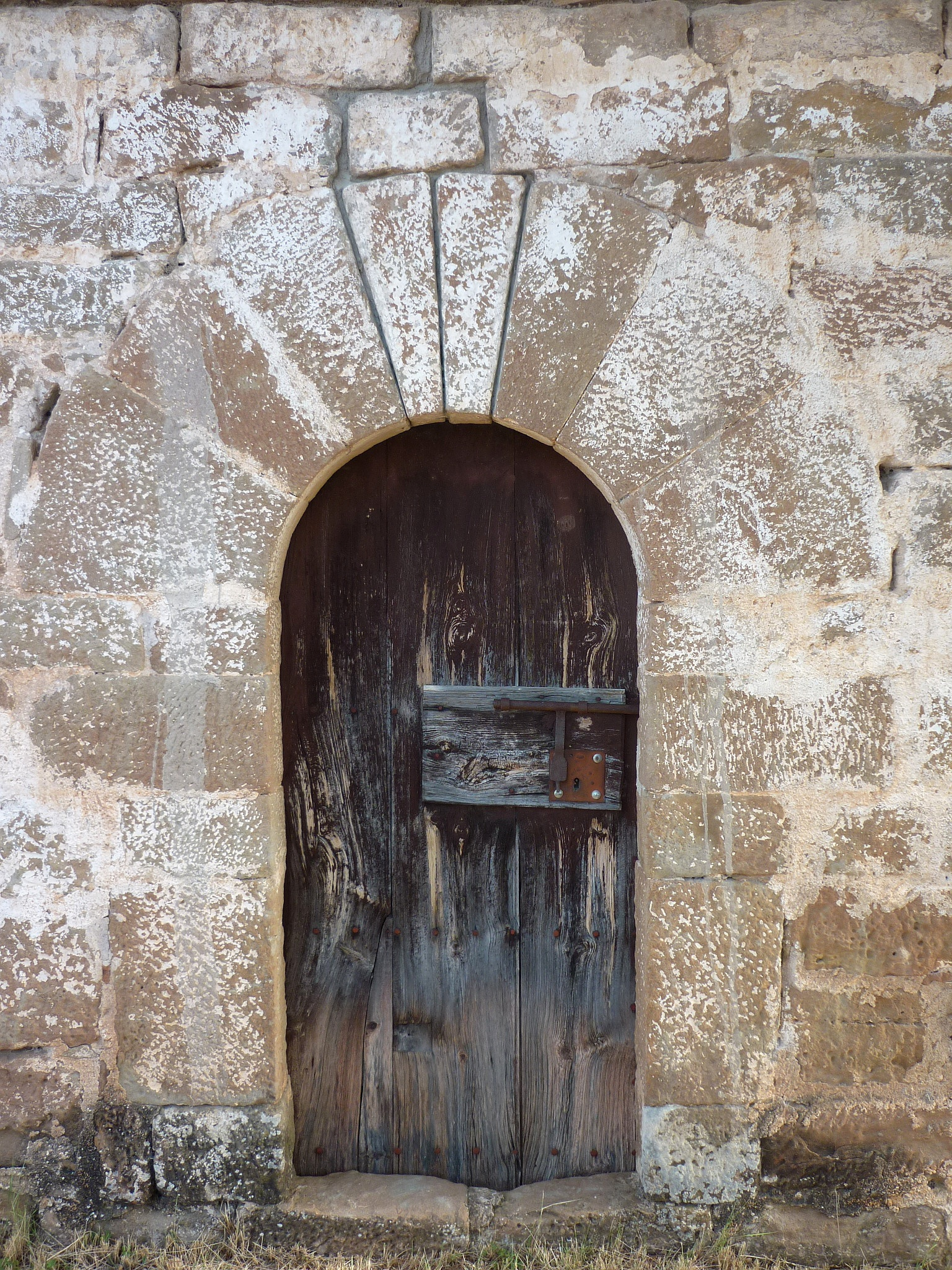
Portada

Les Planes-1: Nau coberta amb volta de canó. Construcció a partir d'un parament de pedres treballades a cops de maceta en fileres. Porta d'arc de mig punt adovellat, al mur sud.
Les Planes-2: Absis de curvatura superior al mig semicercle amb arc presbiteral de mig punt i desviat a causa de la diferent llargada dels murs de la nau, arrenca de dos blocs que per les mides i decoració pertanyen a dos sarcòfags tipus "albat". La construcció és a partir d'un parament de fileres de carreus treballats a punta tant a l'exterior com a l'interior, llevat de les fileres baixes, on el treball és més rústec. L'absis té a l'exterior un sòcol amb bisell a tot vol.

### Notícies històriques
Església no esmentada en l'Acta de Consagració i Donació de la Catedral d'Urgell l'any 839. Està dedicada a Santa Magdalena i es troba al costat de la masia de les Planes de Besora.